# Voetbalelftal van de Duitse Democratische Republiek in 1989
Het Voetbalelftal van de Duitse Democratische Republiek speelde in totaal elf officiële interlands in het jaar 1989, waaronder zes duels in de kwalificatiereeks voor de WK-eindronde in Italië (1990). De nationale selectie stond onder leiding van bondscoach Manfred Zapf, de opvolger van de eind 1988 opgestapte Bernd Stange. Na zes duels moest Zapf alweer plaatsmaken. Hij werd opgevolgd door Eduard Geyer, die op 23 augustus voor de eerste keer op de bank zat bij de Oost-Duitsers.

## Balans
| Wedstrijden | Wedstrijden | Wedstrijden | Wedstrijden | Doelpunten | Doelpunten | Doelpunten | Punten |
| Gespeeld    | Winst       | Gelijk      | Verlies     | Voor       | Tegen      | Saldo      | Punten |
| ----------- | ----------- | ----------- | ----------- | ---------- | ---------- | ---------- | ------ |
| 11          | 4           | 3           | 4           | 18         | 15         | +3         | 1.000  |

## Interlands
|                                                        |        |                                                                  |                                |                                                                                       |
| 13 februari Vriendschappelijk № 266 «onderlinge duels» | Egypte | 0 – 4                                                            | Duitse Democratische Republiek | Nasser Stadium, Caïro Toeschouwers: 15.000 Scheidsrechter: Mohammed Hossameldin (EGY) |
| 13 februari Vriendschappelijk № 266 «onderlinge duels» |        | 5' Ulf Kirsten 43' Andreas Thom 84' Ulf Kirsten 87' Andreas Thom |                                | Nasser Stadium, Caïro Toeschouwers: 15.000 Scheidsrechter: Mohammed Hossameldin (EGY) |

|                                                              |                                                                    |       |                                    |                                                                                                 |
| 8 maart Vriendschappelijk № 267 «onderlinge duels» 15:00 uur | Griekenland                                                        | 3 – 2 | Duitse Democratische Republiek     | Olympisch Stadion Spyridon Louis, Athene Toeschouwers: 2.000 Scheidsrechter: Carlo Longhi (ITA) |
| 8 maart Vriendschappelijk № 267 «onderlinge duels» 15:00 uur | Dimitris Saravakos 21' Jens Wahl 29' (e.d.) Dimitris Saravakos 59' |       | 54' Damian Halata 66' Andreas Thom | Olympisch Stadion Spyridon Louis, Athene Toeschouwers: 2.000 Scheidsrechter: Carlo Longhi (ITA) |

|                                                     |                                |       |                   |                                                                                |
| 22 maart Vriendschappelijk № 268 «onderlinge duels» | Duitse Democratische Republiek | 1 – 1 | Finland           | Dynamo Stadion, Dresden Toeschouwers: 14.000 Scheidsrechter: Jozef Marko (TCH) |
| 22 maart Vriendschappelijk № 268 «onderlinge duels» | Andreas Trautmann 54'          |       | 29' Mika Lipponen | Dynamo Stadion, Dresden Toeschouwers: 14.000 Scheidsrechter: Jozef Marko (TCH) |

|                                                   |                                |                                   |         |                                                                                          |
| 12 april WK-kwalificatie № 269 «onderlinge duels» | Duitse Democratische Republiek | 0 – 2                             | Turkije | Ernst-Grube-Stadion, Maagdenburg Toeschouwers: 23.000 Scheidsrechter: Jan Damgaard (DEN) |
| 12 april WK-kwalificatie № 269 «onderlinge duels» |                                | 21' Tanju Çolak 87' Rıdvan Dilmen |         | Ernst-Grube-Stadion, Maagdenburg Toeschouwers: 23.000 Scheidsrechter: Jan Damgaard (DEN) |

|                                                   |                                                               |       |                                |                                                                                 |
| 26 april WK-kwalificatie № 270 «onderlinge duels» | Sovjet-Unie                                                   | 3 – 0 | Duitse Democratische Republiek | Republic Stadium, Kiev Toeschouwers: 100.000 Scheidsrechter: Kenneth Hope (SCO) |
| 26 april WK-kwalificatie № 270 «onderlinge duels» | Igor Dobrovolski 3' Gennady Litovchenko 20' Oleg Protasov 40' |       |                                | Republic Stadium, Kiev Toeschouwers: 100.000 Scheidsrechter: Kenneth Hope (SCO) |

|                                                 |                                |       |                 |                                                                                        |
| 20 mei WK-kwalificatie № 271 «onderlinge duels» | Duitse Democratische Republiek | 1 – 1 | Oostenrijk      | Zentralstadion, Leipzig Toeschouwers: 22.000 Scheidsrechter: Alphonse Constantin (BEL) |
| 20 mei WK-kwalificatie № 271 «onderlinge duels» | Ulf Kirsten 87'                |       | 3' Toni Polster | Zentralstadion, Leipzig Toeschouwers: 22.000 Scheidsrechter: Alphonse Constantin (BEL) |

|                                                        |                                |       |                     |                                                                                             |
| 23 augustus Vriendschappelijk № 272 «onderlinge duels» | Duitse Democratische Republiek | 1 – 1 | Bulgarije           | Georgi-Dimitroff-Stadion, Erfurt Toeschouwers: 4.500 Scheidsrechter: Adrian Porumboiu (ROM) |
| 23 augustus Vriendschappelijk № 272 «onderlinge duels» | Ulf Kirsten 15'                |       | 28' Georgi Yordanov | Georgi-Dimitroff-Stadion, Erfurt Toeschouwers: 4.500 Scheidsrechter: Adrian Porumboiu (ROM) |

|                                                      |         |                                                      |                                |                                                                                    |
| 6 september WK-kwalificatie № 273 «onderlinge duels» | IJsland | 0 – 3                                                | Duitse Democratische Republiek | Laugardalsvöllur, Reykjavík Toeschouwers: 7.500 Scheidsrechter: Keith Cooper (WAL) |
| 6 september WK-kwalificatie № 273 «onderlinge duels» |         | 55' Matthias Sammer 63' Rainer Ernst 65' Thomas Doll |                                | Laugardalsvöllur, Reykjavík Toeschouwers: 7.500 Scheidsrechter: Keith Cooper (WAL) |

|                                                    |                                      |       |                         |                                                                                             |
| 8 oktober WK-kwalificatie № 274 «onderlinge duels» | Duitse Democratische Republiek       | 2 – 1 | Sovjet-Unie             | Ernst-Thälmann-Stadion, Karl-Marx-Stadt Toeschouwers: 15.900 Scheidsrechter: Bo Helen (SWE) |
| 8 oktober WK-kwalificatie № 274 «onderlinge duels» | Andreas Thom 81' Matthias Sammer 82' |       | 74' Gennady Litovchenko | Ernst-Thälmann-Stadion, Karl-Marx-Stadt Toeschouwers: 15.900 Scheidsrechter: Bo Helen (SWE) |

|                                                       |       |                                                                              |                                |                                                                                      |
| 25 oktober Vriendschappelijk № 275 «onderlinge duels» | Malta | 0 – 4                                                                        | Duitse Democratische Republiek | Ta' Qali Stadium, Ta' Qali Toeschouwers: 3.000 Scheidsrechter: Edgar Azzopardi (MLT) |
| 25 oktober Vriendschappelijk № 275 «onderlinge duels» |       | 10' Thomas Doll 32' Thomas Doll 73' (pen.) Rico Steinmann 86' Rico Steinmann |                                | Ta' Qali Stadium, Ta' Qali Toeschouwers: 3.000 Scheidsrechter: Edgar Azzopardi (MLT) |

|                                                      |                                                          |       |                                |                                                                               |
| 15 november WK-kwalificatie № 276 «onderlinge duels» | Oostenrijk                                               | 3 – 0 | Duitse Democratische Republiek | Prater Stadion, Wenen Toeschouwers: 55.000 Scheidsrechter: Piotr Werner (POL) |
| 15 november WK-kwalificatie № 276 «onderlinge duels» | Toni Polster 2' Toni Polster 23' (pen.) Toni Polster 61' |       |                                | Prater Stadion, Wenen Toeschouwers: 55.000 Scheidsrechter: Piotr Werner (POL) |

## Statistieken

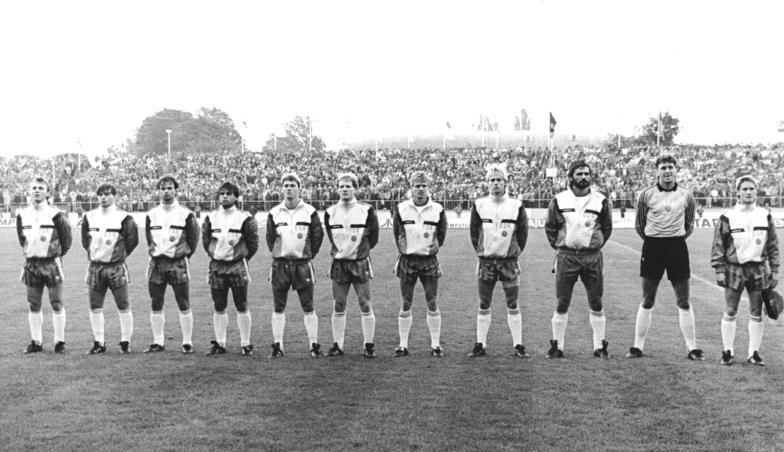
Het Oost-Duitse elftal op 11 oktober 1989 in Karl-Marx-Stadt vlak voor de aftrap van het WK-kwalificatieduel tegen Sovjet-Unie (2-1), met van rechts naar links Ronald Kreer (aanvoerder), Dirk Heyne, Dirk Stahmann, Rainer Ernst, Matthias Lindner, Matthias Sammer, Matthias Döschner, Ulf Kirsten, Rico Steinmann, Jörg Stübner en Andreas Thom (foto Bundesarchiv)

| Dirk Heyne        | 1957-10-10 | 1. FC Magdeburg    | 5  | 0 | 0 | 6  | 0  |
| René Müller       | 1959-02-11 | Lokomotive Leipzig | 4  | 0 | 0 | 46 | 0  |
| Jörg Weißflog     | 1956-10-12 | Wismut Aue         | 2  | 0 | 0 | 15 | 0  |
| Perry Bräutigam   | 1963-03-28 | FC Carl Zeiss Jena | 0  | 1 | 0 | 1  | 0  |
| Verdediging       |            |                    |    |   |   |    |    |
| Matthias Lindner  | 1965-10-05 | Lokomotive Leipzig | 10 | 0 | 0 |    |    |
| Ronald Kreer      | 1959-11-10 | Lokomotive Leipzig | 9  | 0 | 0 | 65 | 2  |
| Matthias Döschner | 1958-01-12 | Dynamo Dresden     | 6  | 0 | 0 |    |    |
| Andreas Trautmann | 1959-05-12 | Dynamo Dresden     | 5  | 0 | 1 | 14 | 1  |
| Frank Rohde       | 1960-03-02 | FC Berlin          | 5  | 0 | 0 |    |    |
| Dirk Stahmann     | 1958-03-23 | 1. FC Magdeburg    | 5  | 0 | 0 | 46 | 2  |
| Burkhard Reich    | 1964-12-01 | FC Berlin          | 3  | 0 | 0 |    |    |
| Detlef Schößler   | 1963-10-03 | Dynamo Dresden     | 3  | 0 | 0 |    |    |
| Jens Wahl         | 1966-07-24 | Hansa Rostock      | 1  | 0 | 0 |    |    |
| Hans-Uwe Pilz     | 1958-11-10 | Dynamo Dresden     | 1  | 0 | 0 | 35 | 0  |
| Frank Lieberam    | 1962-12-17 | Dynamo Dresden     | 1  | 0 | 0 |    |    |
| Heiko März        | 1965-07-09 | Hansa Rostock      | 0  | 1 | 0 | 1  | 0  |
| Hendrik Herzog    | 1969-04-02 | FC Karl-Marx-Stadt | 0  | 1 | 0 | 1  | 0  |
| Middenveld        |            |                    |    |   |   |    |    |
| Matthias Sammer   | 1967-09-05 | Dynamo Dresden     | 11 | 0 | 2 | 18 | 3  |
| Jörg Stübner      | 1965-07-23 | Dynamo Dresden     | 7  | 1 | 0 |    |    |
| Rico Steinmann    | 1967-12-26 | FC Karl-Marx-Stadt | 5  | 2 | 2 | 18 | 2  |
| Thomas Doll       | 1966-04-09 | FC Berlin          | 4  | 7 | 3 | 25 | 5  |
| Rainer Ernst      | 1961-12-31 | FC Berlin          | 4  | 0 | 1 |    |    |
| Ralf Hauptmann    | 1968-09-20 | Stahl Riesa        | 2  | 1 | 0 |    |    |
| Dariusz Wosz      | 1969-06-08 | Hallescher FC      | 2  | 1 | 0 |    |    |
| Damian Halata     | 1962-08-08 | Lokomotive Leipzig | 2  | 0 | 1 |    |    |
| Heiko Scholz      | 1966-01-07 | Lokomotive Leipzig | 2  | 0 | 0 | 6  | 0  |
| Uwe Weidemann     | 1963-06-14 | Rot-Weiß Erfurt    | 1  | 3 | 0 |    |    |
| Sven Köhler       | 1966-02-24 | FC Karl-Marx-Stadt | 1  | 1 | 0 |    |    |
| Ralf Minge        | 1960-10-08 | Dynamo Dresden     | 1  | 0 | 0 |    |    |
| Heiko Bonan       | 1966-02-10 | FC Berlin          | 0  | 1 | 0 |    |    |
| Aanval            |            |                    |    |   |   |    |    |
| Ulf Kirsten       | 1965-12-04 | Dynamo Dresden     | 10 | 1 | 4 | 44 | 11 |
| Andreas Thom      | 1965-09-07 | Bayer Leverkusen   | 9  | 1 | 4 | 50 | 16 |
| Olaf Marschall    | 1966-03-19 | Lokomotive Leipzig | 0  | 2 | 0 |    |    |
| Torsten Gütschow  | 1962-07-28 | Dynamo Dresden     | 0  | 1 | 0 |    |    |
| Markus Wuckel     | 1967-04-05 | 1. FC Magdeburg    | 0  | 1 | 0 |    |    |